# Josep Lluís Roda i Balaguer
Josep Lluís Roda i Balaguer, amb nom de ploma Lluís Roda (València, 1961) és un poeta valencià. Llicenciat en Filologia Catalana i amb Diploma d'Estudis Avançats en Filosofia, ha estat executiu d'IBM, ha traduït obres de l'anglès i és professor de Batxillerat a Alzira. Membre del PEN Català i de l'AELC, ha col·laborat a les publicacions L'Espill, L'Aiguadolç, Daina, El Temps, Qué y Dónde, Llombriu, Avui, Papers, Caràcters, Saó, Canelobre, Quaderns de Xàtiva, URC - revista literària (Pagès Editors), Butlletí de l'AELC, L'Aljamia, Turia, Bananas, Serra d'Or, El País i Levante.
El 1989 guanyà el Premi Vicent Andrés Estellés de poesia amb Sobre l'hamada, i el 2010 el Premi Jocs Florals de Barcelona amb Nadir, cosa que comportà que fos proclamat Poeta de la Ciutat per aquell any.
Ha dirigit també tallers de creació literària a universitats i escoles. El seu taller de poesia infantil a l'Escola Gavina, "De llunes i d'amors", meresqué el Premi Baldiri i Reixac el 1999.

## Obres[4][5]

### Novel·la
- El temps passarà. Barcelona: Columna, 1993

### Narrativa breu
- Noves narracions extraordinàries, antologia, diversos autors. València: Rotgle, 1995.

### Poesia
- El subratllat és meu. València: La Forest d'Arana, 1987
- La fi de l'hemicicle. València: Gregal-Consorci d'Editors Valencians, 1988
- Sobre l'hamada. València: Tres i Quatre, 1989. (Premi Vicent Andrés Estellés) ISBN 978-8475022659
- Buirac d'amor. Alzira: Bromera, 1998. (Premi de la Crítica dels Escriptors Valencians) ISBN 9788476603314
- Elogi de la llibertat. Alzira: Bromera, 2001. ISBN 9788476606049
- De l'ànima. Alzira: Bromera, 2006. (Premi Ibn Hazm-Ciutat de Xàtiva) ISBN 9788498240948
- Nadir. Barcelona: Proa, 2010. (Premi Jocs Florals de Barcelona/Poeta de la Ciutat) ISBN 978-84-7588-190-4

### Assaig
- Sobreviure a la contemporaneïtat. Barcelona: Cruïlla, 2002. (Premi Joan Maragall d'assaig)

### Traduccions fetes per l'autor
- Cant de mi mateix, extrets, Walt Whitman. La Pobla Llarga: Edicions 96, 2011. ISBN 978-84-92763-45-0

### A cura de l'autor
- Infinitud de paisatge, de J. V. Clar. Paiporta: Amós Belinchón, 1992 (publicació pòstuma de la poesia de Joan Vicent Clar i Camarena). ISBN 9788486796341
- A Alacant. Els dimarts poètics de La Naia 1987-1989, diversos autors. Alacant: Institut Alacantí de Cultura Juan Gil-Albert, 1992.
- Vicent Andrés Estellés, monogràfic, en Reduccions: revista de poesia (Eumo, Vic), núm. 98/99, 2011.
- Sexduïts i sexduïdes, diversos autors, fotografies de Javier Alborch. Alzira: Bromera, 2014. ISBN 9788490262290

#### Per a tallers escolars
- De llunes i d'amors. Taller de poesia, diversos autors. Picanya: Escola Gavina, 1999. (Premi Baldiri i Reixac)
- De nit, totes les vaques són grans vaques negres. Taller de poesia, diversos autors. Picanya: Escola Gavina, 2000.